# NGC 5525
NGC 5525 é uma galáxia lenticular (S0) localizada na direcção da constelação de Boötes. Possui uma declinação de +14° 16' 56" e uma ascensão recta de 14 horas, 15 minutos e 39,2 segundos.
A galáxia NGC 5525 foi descoberta em 3 de Maio de 1883 por Édouard Jean-Marie Stephan.